# Maigret und der Treidler der Providence

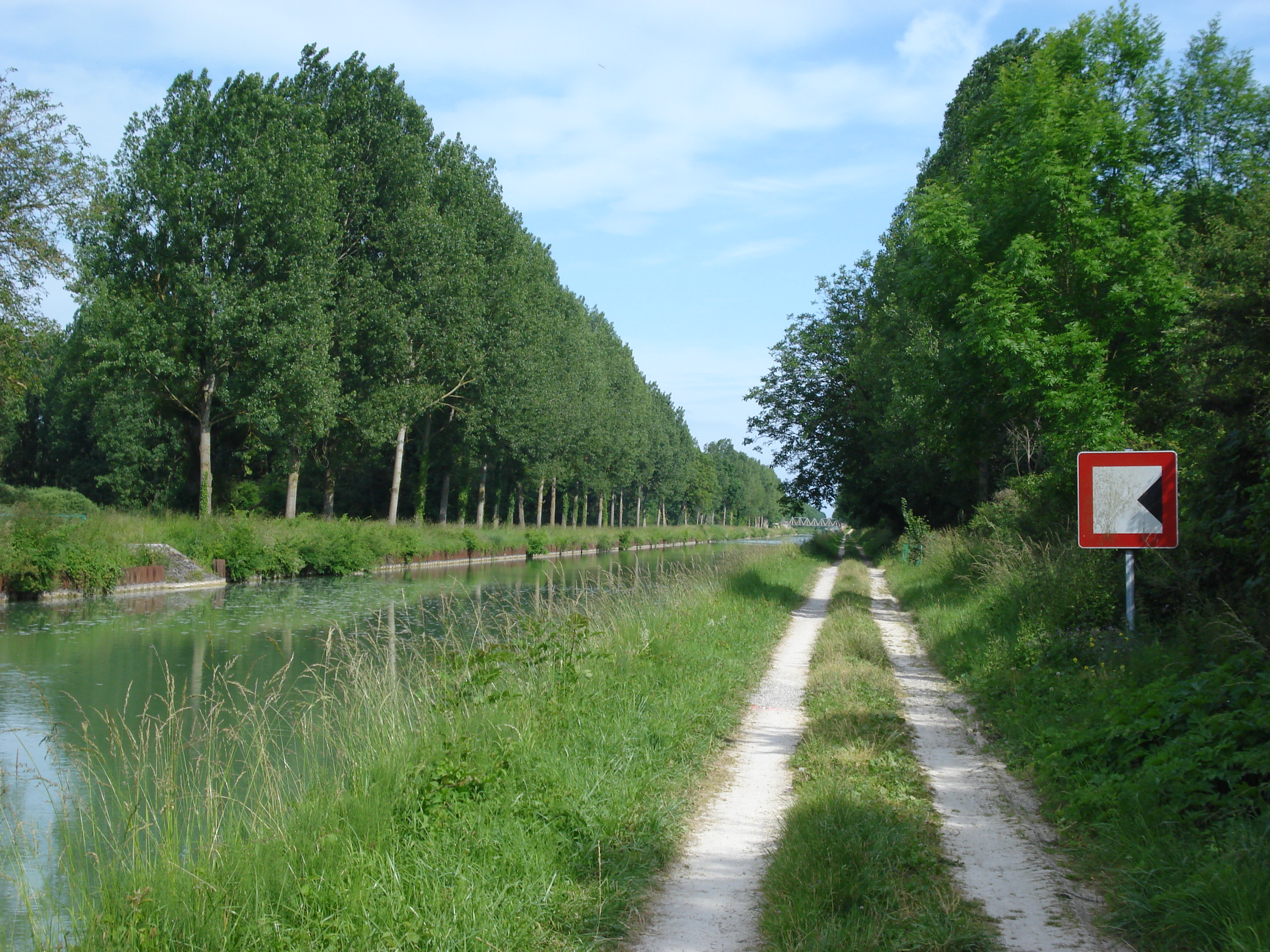
Canal latéral à la Marne bei Condé-sur-Marne

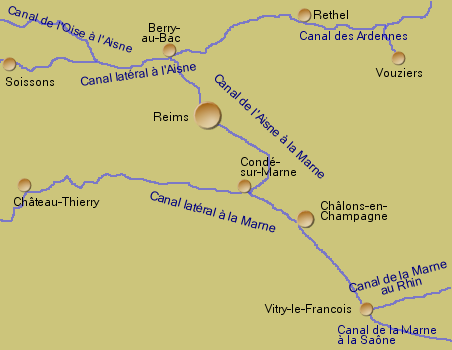
Das Kanalsystem in der französischen Region Champagne-Ardenne

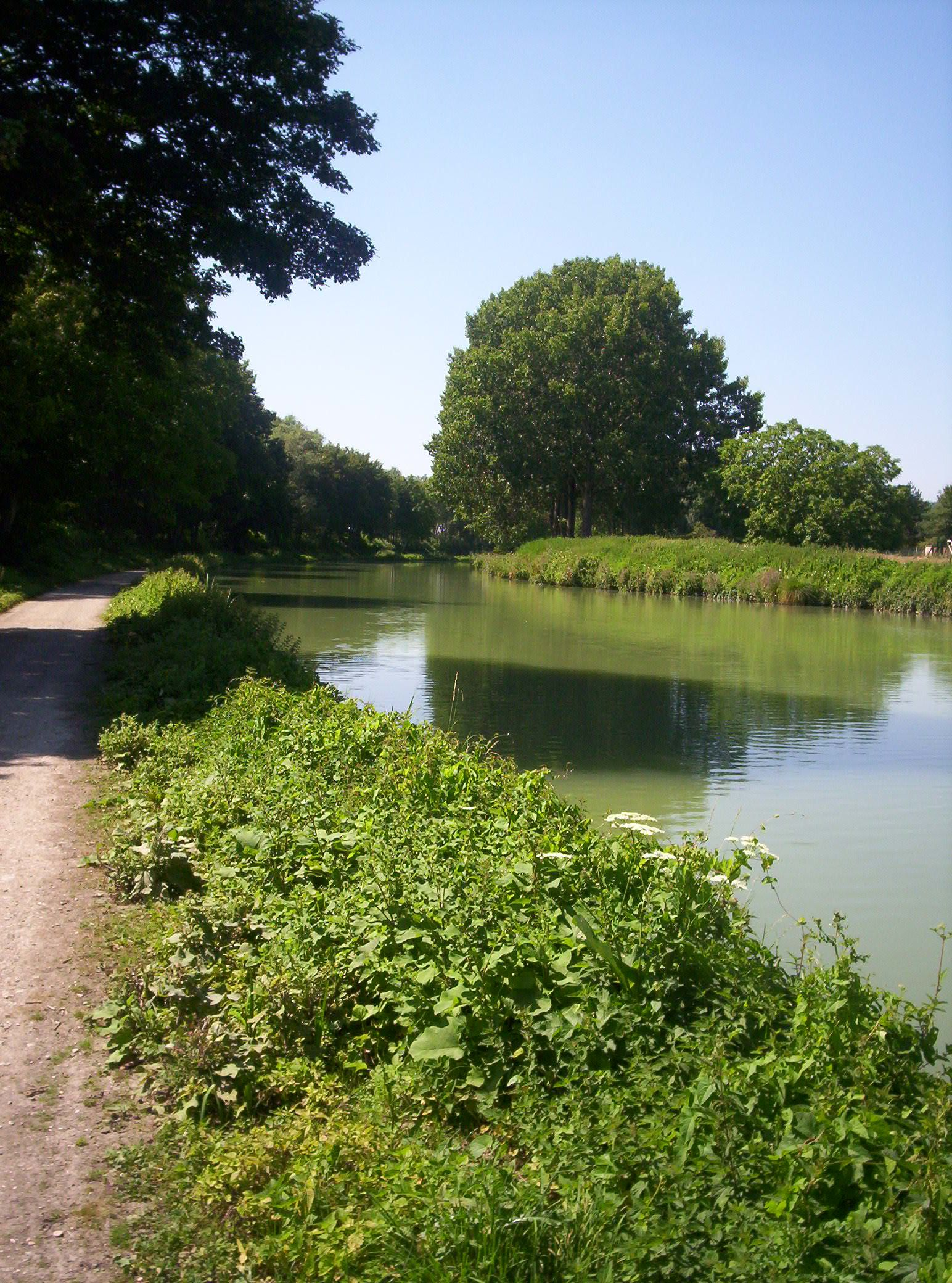
Der Canal latéral à la Marne in der Nähe von Épernay

Maigret und der Treidler der Providence (französisch: Le Charretier de la Providence) ist ein Kriminalroman des belgischen Schriftstellers Georges Simenon, den Simenon im Sommer 1930 in Morsang-sur-Seine verfasst hatte und der im März 1931 als vierter Roman der Reihe um den Kriminalkommissar Maigret im Verlag Fayard erschien. Die erste deutsche Übersetzung Die Nacht an der Schleuse durch Harold Effberg brachte die Schlesische Verlagsanstalt in Berlin bereits 1934 heraus. Danach folgte der Hammer Verlag in Wien mit der Titelumbenennung Der Schiffsfuhrmann 1948 und der Übersetzung von M. Konrad. Schließlich brachte 1966 der Heyne Verlag das Werk unter dem Titel Maigret tappt im Dunkeln in der Übersetzung von Jutta Sonnenberg heraus. Im Jahr 1991 veröffentlichte der Diogenes Verlag in Zürich eine Neuübersetzung von Claus Sprick unter dem Titel Maigret und der Treidler der „Providence“. Die Anführungszeichen im Titel entfielen bei der Neuübersetzung von Rainer Moritz, die 2019 beim Kampa Verlag erschien.

## Inhalt
Der Kriminalroman spielt am Canal latéral à la Marne im Nordosten Frankreichs im Département Marne in der Nähe von Épernay, wo an der Schleuse von Dizy der alte Treidelkahn Providence neben dem luxuriösen Schiff Southern Cross des vermögenden älteren Engländers und ehemaligen Colonels Sir Walter Lampson vorübergehend vor Anker liegt. An Bord der Providence befindet sich der ältere, aber kräftige Jean Liberge, der als Stallknecht die dortige Pferde versorgt. Zu der Besatzung der Yacht Southern Cross gehören neben dem liberalen Eigner und dessen vergnügungssüchtiger jüngerer Frau Mary, sein Freund Willy Marco, sein russisches „Mädchen für alles“ Wladimir sowie eine Prostituierte, die schon bessere Tage gesehen hat. Nachdem die Providence abgelegt hat, wird die mit einem Seidenkleid bekleidete Mary Lampson erwürgt im Heu des Stalls beim Schleusenwärter aufgefunden. Kurz darauf wird auch Marco, nachdem er sich mit Sir Lampson gestritten hatte, auf die gleiche Art ermordet entdeckt.
Daraufhin wird Kommissar Jules Maigret vom 1. Einsatzkommando der Kriminalpolizei vor Ort gerufen, wo er Quartier bezieht und in seiner üblichen Manier auf der „Suche nach feinen Unstimmigkeiten so lange das Milieu“ beobachtet, bis sich seine Verdachtsmomente erhärten. Dabei fällt es ihm anfangs schwer, sich in der Welt der Binnenschiffer und gegenüber dem zugeknöpften englischen Aristokraten zurechtzufinden. Auch das schwere Wetter schlägt Maigret teilweise auf die Stimmung. Zunächst findet er eine Mütze, die scheinbar dem russischen Faktotum Wladimir gehört hat. Danach fällt auf, dass der Pferdeknecht Jean Liberge offenbar mehrfach mit dem Fahrrad des Schleusenwärters herumgefahren ist. Daraufhin bildet nun Maigrets Hauptbeschäftigung selbst mit dem Fahrrad zwischen der inzwischen auch abgelegten Southern Cross und Providence auf dem Leinpfad hin- und herzuradeln, um den Kontakt aufrechtzuerhalten und die Ermittlungen fortzuführen.
Liberge bleibt verschlossen und einsilbig, bis er sich später bei einem Sturz zwischen Schleusen- und Bordwand lebensgefährliche Verletzungen zuzieht. Dank ihm abgenommener Fingerabdrücke entpuppt er sich überraschend als der ehemalige Arzt Jean Evariste Derachambaux, der in einem reinen Indizienprozess wegen eines angeblichen Mordes an seiner reichen Tante zu 20 Jahren Haft in einer Sträflingskolonie und zur Zwangsarbeit verurteilt worden war. Die damaligen Indizien wurden begründet angezweifelt, aber Derachambaux war wohl auch noch aus anderen Motiven untergetaucht. Denn seine damalige Frau Céline Mornet war ihm trotz ihres Versprechens nicht in die Verbannung gefolgt – womöglich hatte sie selbst aus Habgier etwas mit dem Mord an der Erbtante zu tun. Stattdessen tauchte sie unter, indem sie den Namen einer entfernten Verwandten, Marie Dupon annahm und später Sir Walter Lampson heiratete.
Somit trafen beide ehemaligen Ehepartner rein zufällig und überraschend an der Schleuse Nr. 14 aufeinander, woraufhin Jean Liberge sie, da der englische Adlige stets alkoholisiert ist, für zwei Nächte in den Stall der Providence unbemerkt entführte. Marie hatte sich auch früher schon für längere Zeit ohne Angabe ihres Ziels vom Heimatschiff entfernt. Da sie sich Jean verweigerte, erwürgte er sie und verbarg ihren Leichnam im Stall des Schleusenwärters. Nachdem er zwischen den beiden Schiffen mit dem Fahrrad hin- und hergefahren war, stahl er die Mütze Wladimirs und legte diese als falsche Spur aus. Dabei war ihm jedoch Willy Marco auf die Spur gekommen und forderte von ihm eine Aufklärung. Bei dem sich daraus entwickelnden Streit konnte ihn der ihm trotz seines Alters körperlich überlegene Liberge erwürgen. Kommissar Maigret trägt dem todgeweihten Liberge seine Ermittlungsergebnisse vor, die dieser nur durch Augenkontakt bestätigen kann. Maigret lässt den Mörder in Frieden bei seinen Pferden sterben, während Sir Walter Lampson, stark alkoholisiert aber nach außen hin ohne jede Regung, mitsamt seinem Faktotum Wladimir weiter den Marne-Kanal entlang fährt. Im Gegensatz dazu steht die Trauer der Frau des Kapitäns der Providence, die den Pferdeknecht regelrecht bemuttert hat, und trotz ihrer Ergriffenheit dank Maigrets Taktgefühls mit der Situation versöhnt wird.

## Hintergrund

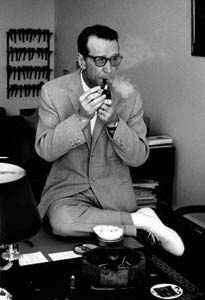
Georges Simenon, 1963, Foto von Erling Mandelmann

Nachdem Simenon im Winter 1929/1930 seinen Kriminalkommissar Maigret entwickelt und den ersten Roman Pietr-le-Letton geschrieben hatte, entstanden die folgenden drei Maigret-Romane Monsieur Gallet, décédé, Le Charretier de la «Providence» und Le Pendu de Saint-Pholien in rascher Folge im Sommer 1930 in Morsang-sur-Seine, wo er mit seinem Boot vor Anker lag. Im Herbst schloss sich mit La Tête d’un homme der fünfte Maigret-Roman an. Maigrets Hausverlag Fayard, in dem er bislang hauptsächlich Groschenromane unter einem Pseudonym verfasst hatte, stellte eine Veröffentlichung der Reihe in Aussicht, sobald Simenon zehn Romane vorab fertiggestellt hatte, um dann in rascher Abfolge jeden Monat ein neues Buch veröffentlichen zu können. Obwohl zu dem Zeitpunkt erst fünf Romane vorlagen, brachte Fayard im Februar 1931 schließlich die beiden ersten Romane heraus, die sofort im Doppelpack erscheinen sollten, um die Wirkung zu vergrößern. Für den Beginn der Serie ausgewählt wurden Monsieur Gallet, décédé und Le Pendu de Saint-Pholien.
Simenon, der erstmals unter seinem richtigen Namen veröffentlichte, wandte den Werbeetat des Verlags und Teile seines eigenen Autorenhonorars für einen großen Ball auf, mit dem er für seine Bücher werben wollte.
Die Figur des Jean Liberge, erinnert in seiner Statur („Bärenkräfte“), seines fortgeschrittenen Alters und seiner kriminellen Vorgeschichte (vermutlich zu Unrecht verurteilt) an eine andere literarische Figur: die des Jean Valjean aus Victor Hugos Les Misérables. Da Simeon die ersten Romane alle an Bord seiner vor Anker liegenden Mini-Yacht „Ostrogoth“ verfasste, lag die Wahl seines Sujets an der Marne in diesem Fall nicht fern. Der Marne-Kanal und seine vielen Schleusen in Aigny, Bisseuil, Condé-sur-Marne, Mareuil-sur-Ay und Tours-sur-Marne, sind unerlässlich, um die Höhenunterschiede des Plateaus von Langres zu überwinden, hinter dem die Saône ihren Lauf nimmt und sich die Städte Chalon-sur-Saône, Mâcon sowie Layon befinden.

## Rezension
- „Maigret und der Treidler der Providence‹, ist eine atmosphärisch wunderbar dichte Geschichte, deren Spannung aus der Konfrontation von Lebenswelten erwächst: der der ›demi-monde‹ auf einem Yacht-Ausflug und der der Treidler, Schiffer, Schleusenwärter auf den Flüssen und Kanälen im Nordosten Frankreichs.“ (Westdeutscher Rundfunk)
- „Eine schöne Frau im Seidenkleid ist das Opfer in ›Maigret und der Treidler der Providence‹. Tot aufgefunden wird sie in einer Umgebung, die so gar nicht zu ihrer Erscheinung passt, nämlich zwischen Schleppern und Kähnen. Da riecht man förmlich Dieselöl, den Geruch von Pferdestall, sieht die behäbigen Kähne mit ihren wortlosen Besitzern oder glaubt, windige Yachtbesitzer vor sich zu haben. Simenon ist ein Meister der Atmosphäre“. (Berliner Morgenpost)[3]
- „Vier Romane, null Festnahmen, so die Bilanz nach einem Monat Maigret: Kann ich als Krimileser nicht verlangen, wenigstens ein einziges Mal den Satz zu hören: „Sie sind verhaftet!“? Was macht dieser Kommissar eigentlich mit denjenigen, die er eigenhändig überführt? Dem ersten schaut er dabei zu, wie er sich selbst richtet, beim zweiten Fall gibt es überhaupt kein ernsthaftes Verbrechen (aber Maigret hilft noch beim Versicherungsbetrug mit), im dritten schenkt er der kollektiven Mörderbande ihre Strafe, weil die Sache ja schon fast verjährt ist, und hier - na, lesen Sie selbst. (...) Alles sehr rätselhaft hier, und auch ziemlich unerfreulich: Mit dem stinkreichen (...) Engländer, der da mit seinem geschmeidigen Faktotum auf einer Yacht durch Frankreichs Kanäle zieht, wird man nicht so rasch warm, die übrigen Gestalten sind manchmal etwas arg forciert – ein Produkt ihres harten Lebens als Schiffer oder Treidler; die Tiere, immerhin, tragen das alles mit Würde. Das spricht nicht gegen das Buch, vor allem, weil in diesem großen Grau aus Regen und Schmutz, das über dem Roman liegt, der Urheber des Verbrechens so lange verborgen bleibt.“[4]

## Rezeption

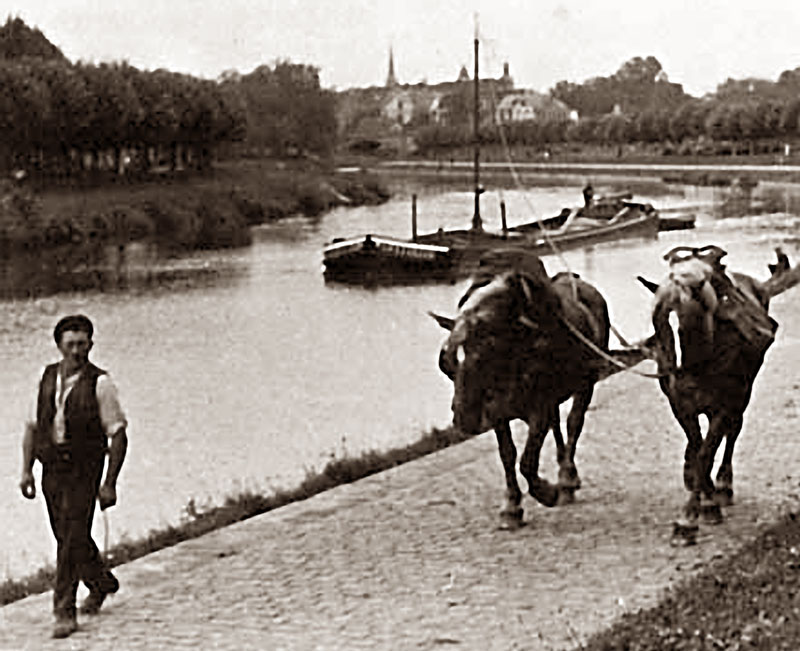
Treideln mit Pferden am Finowkanal, um 1885

Kriminalgeschichten, die im Umfeld von Schleusen oder auf Binnenkanälen stattfinden, erfreuen sich in der europäischen Kriminalliteratur seit jeher großer Beliebtheit. Besonders bekannt sind dabei im deutschsprachigen Raum außer dem vorliegenden Kriminalroman, Maj Sjöwalls und Per Wahlöös Die Tote im Götakanal (Originaltitel: Roseanna, 1965; Übersetzung: Johannes Carstensen, Rowohlt, Reinbek 1968) und Colin Dexters Mord am Oxford-Kanal (Originaltitel: The Wench Is Dead. Macmillan, London 1989; Rowohlt, Reinbek 1990), wobei auch bei diesen Geschichten zufälliges wie planvolles Zusammentreffen von Täter und Opfer bei gleichzeitiger Entfernung vom Tatort eine große Rolle spielen.
Die lange Zeit auf dem deutschsprachigen Buchmarkt vorliegende Übersetzung des Heyne Verlags, Maigret tappt im Dunklen, wobei der Titel hier eher seinen Schwierigkeiten, sich mit der ihm unbekannten Welt der Binnenschiffer bekannt zu machen, geschuldet war und im Gegensatz zum Original- und heutigen deutschen Titel nicht den Täter verraten wollte, regte einige Wortspiele an: „Georges Simenon beispielsweis blamierte seinen Helden mit dem Titel Maigret tappt im Dunkeln, aber wie wir den tapferen Kommissar kennen, wird er den Fall schon noch rechtzeitig vor der letzten Zeile des Buches gelöst haben.“

## Adaptionen
- The Crime at Lock 14, (50 min) Folge der Fernsehserie Maigret, Regie: Andrew Osborn, British Broadcasting Corporation 1963, mit Rupert Davies in der Titelrolle.[7]
- Le Charretier de La Providence, Folge der Fernsehserie Les Enquêtes du commissaire Maigret von Marcel Cravenne, mit Jean Richard in der Titelrolle, ausgestrahlt auf Antenne 2, 14. Juni 1980. In weiteren Rollen Charles Moulin (Jean), Féodor Atkine (Willy)[8]
- Maigret et la croqueuse de diamants, (89 min) Folge der Fernsehserie Maigret von André Chandelle mit Bruno Cremer in der Hauptrolle, ausgestrahlt am 16. Februar 2001. In weiteren Rollen Michael Lonsdale (Sir Lampson), Renaud Danner (Willy), Frédéric Bodson (Jean)[9]

## Ausgaben
- Le Charretier de la Providence. Fayard, Paris 1931.
- Die Nacht an der Schleuse. Übersetzt von Harold Effberg. Schlesische Verlagsanstalt, Berlin 1934.
- Der Schiffsfuhrmann. Übersetzt von M. Konrad. Hammer, Wien 1948.
- Maigret tappt im Dunkeln. Übersetzung von Jutta Sonnenberg, Heyne, München 1966, ISBN 3-453-12067-1.
- Maigret und der Treidler der „Providence“. Übersetzung von Claus Sprick, Diogenes Verlag (detebe 21029), Zürich 1981, ISBN 3-257-21029-9.
- Sämtliche Maigret-Romane in 75 Bänden. Bd. 4, Diogenes, Zürich 2008, ISBN 978-3-257-23804-4.
- Maigret und der Treidler der Providence, Übersetzung von Rainer Moritz, Kampa, Zürich 2019, ISBN 3311130049.